# Xavier de Vignet
Le comte Xavier de Vignet, né le 3 avril 1780 et mort le 17 mars 1844 à Chambéry, est un sénateur du Sénat de Savoie et l'un des membres fondateurs de l'Académie des sciences, belles-lettres et arts de Savoie en 1820.

## Biographie

### Origines
François-Xavier Marie de Vignet, connu sous le nom de Xavier de Vignet, naît le 3 avril 1780, à Chambéry. Issu de la famille Vignet, il est le fils Pierre-Louis Vignet (1733-1806), baron des Étoles, chevalier de l'Ordre des Saints Maurice-et-Lazare, avocat général des Pauvres, puis sénateur depuis 1769 au Sénat de Savoie, ainsi que syndic de Thonon, et de Marie-Christine de Maistre (1755-1814), sœur de Joseph et Xavier de Maistre. Il est le petit-fils de Joseph-Louis Vignet (1697-1737), natif de Thonon, également avocat des pauvres au Sénat de Savoie, à Chambéry.
Le titre de comte est accordé à titre héréditaire à François-Xavier Marie de Vignet par Lettres patentes du roi Charles-Félix de Sardaigne, duc de Savoie en date du 18 juillet 1818. Ce titre est éteint depuis le décès de son fils, Nicolas, en 1871.
Il est, du côté maternel, le petit-fils aîné du comte François-Xavier Maistre (1705-1789), second président du Sénat de Savoie, natif du comté de Nice (Possession provinciale des États de Savoie), dont il porte les prénoms. Mais son prénom d'usage restera : Xavier.
Il épouse, le 6 février 1819, Hélène-Césarine de Lamartine (1799-1824), sœur du poète, Alphonse de Lamartine,,. Ils auront deux enfants :
- Nicolas-Marie-Xavier-Aymon de Vignet (1819-1871), chef de bataillon de l'Armée de l'Est , mort pour la France le 10 février 1871[6]. Il avait épousé en 1856 Henriette Collomb d'Arcine (1823-1891), dont il n'a pas eu de postérité.
- Alix de Vignet (1823-1907) qui épouse en 1844 le baron Victor de Montfort Saint-Sulpice. Elle fut dame de palais de la reine Adélaïde de Habsbourg-Lorraine

Lamartine garde un souvenir ému du château de La Motte Servolex , donnant sur le Lac du Bourget, où son beau-frère Xavier et sa sœur Césarine prenaient plaisir de le recevoir. Dans ses mémoires, il écrit : « Je vivrais un siècle que je n'oublierais jamais dans le petit castel de La Motte Servolex »...
Le frère cadet de Xavier, le baron Amédée-Louis de Vignet de Vendeuil (1789-1837), Grand-croix de l'ordre des Saints-Maurice-et-Lazare, est grand intendant du duché de Savoie, chargé d'affaires du royaume de Sardaigne à Paris, puis ministre plénipotentiaire de S. M. le Roi de Sardaigne à Naples. Il est nommé baron à titre héréditaire par lettres patentes du 26 octobre 1821. Il épouse le 19 janvier 1830, Angèle-Jeanne Clairembault de Vendeuil. Leur fils, Charles-Albert de Vignet (1836-1912), baron de Vignet, obtient par un décret du 17 avril 1869, l'autorisation d'ajouter à son nom celui de sa mère et à s'appeler désormais de Vignet de Vendeuil. Il est le fondateur de la branche cadette subsistante des barons de Vignet de Vendeuil, inscrite à l'ANF depuis 1980.

### Carrière politique
Le 4 septembre 1816, Xavier de Vignet devient comme son père sénateur au Sénat de Savoie. Il obtient le titre de « comte » par lettres royales du 17 juillet 1818. Il est exilé en la cité d'Aoste avec sa famille, où il rejoint ses cousins de Maistre et de Buttet exilés comme lui, pendant la période d'occupation de la Savoie par la France révolutionnaire, ainsi que sous les Régimes du Consulat et du Premier Empire (1792-1815).
Sous le régime de la Restauration sarde (1816-1831) des rois de Sardaigne, Victor-Emmanuel Ier et Charles-Félix, Xavier de Vignet est désigné pour occuper les fonctions de coordinateur dans la réorganisation administrative des communes de l'ancien département du Léman. Puis, à la mort du roi Charles-Félix, survenue en 1831, il est nommé, par le roi Charles-Albert de Savoie, premier officier au ministères des Affaires étrangères du royaume de Sardaigne dont le siège est situé à Turin. Il prend sa retraite en 1835 à Thonon.

### Président de l'Académie de Savoie
En 1819, il participe avec le général comte François de Mouxy de Loche et avec Georges-Marie Raymond, en association avec le vicaire général Alexis Billiet, à la création de la future Académie des sciences, belles-lettres et arts de Savoie, qui sera effective en 1820. Membre fondateur, il en est le vice-président, puis le président de 1842 à 1844.
Il décède le 17 mars 1844.

## Héraldique
| Famille de Vignet | Les armes de la famille Vignet se blasonnent ainsi : 'argent à deux fasces de sable, chargées la première de deux raisins d'or; la seconde d'un même. Devise : DROIT CHEMIN, BON CHEMIN |

## Publications de Xavier de Vignet
- Hubert aux Blanches Mains. Mémoires de l'Académie de Savoie 1° série . Vol.III
- Le passage des Alpes par Annibal, ibid, 1° série; vol.IX.
- Les voies romaines de Lemnicum à Augustum, ibid; 1° série; vol.IX.